# Le Jardin de santé
Le Gart der Gesundheit (Der Ghenocklicke Gharde der Suntheit) de Johannes de Cuba, traduit en latin sous le titre générique [H]ortus sanitatis et en français Jardin de santé, est un ensemble de traités relatifs à la pharmacopée, premier ouvrage encyclopédique d'histoire naturelle à avoir été imprimé en langue vulgaire dès 1485.

## Plusieurs éditions
L'origine de cet ouvrage remonte à la fin des années 1470. Le commanditaire est sans nul doute Bernhard von Breydenbach, un riche chanoine et voyageur originaire de Mayence. Lorsque Johannes de Cuba publie son premier traité, l’Herbarius en 1484, une compilation de données sur les plantes curatives, Breydenbach n'a toujours pas accompli son exploration du Moyen-Orient : il ramènera de son expédition en Terre sainte, incluant la Syrie et l'Égypte, une impressionnante quantité de notes accompagnées de dessins (cartographie, architecture, faune, flore, etc.) exécutés par le peintre originaire d'Utrecht, Erhard Reuwich. 

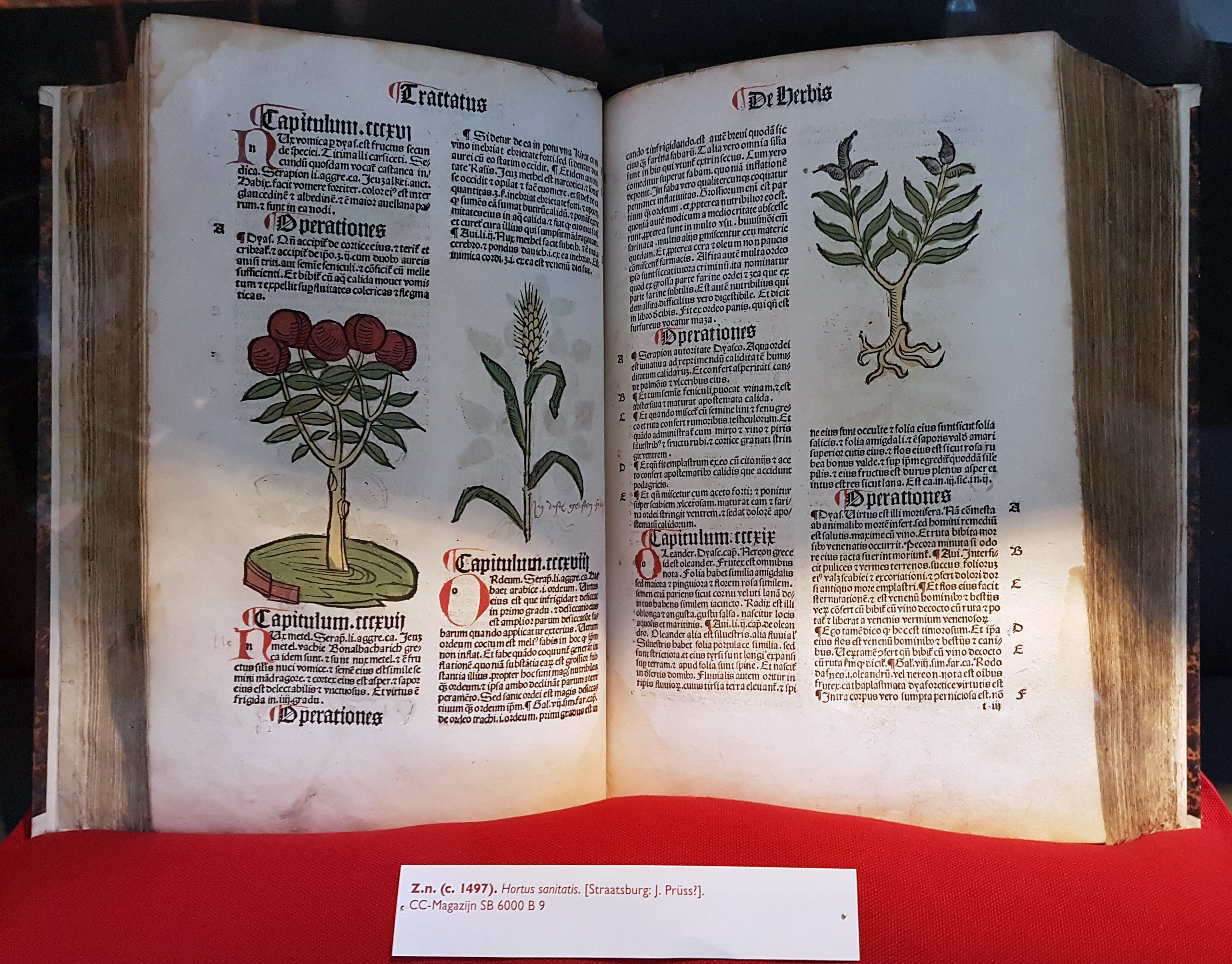
L'édition de 1497 (Strasbourg, impr. Johann Prüss).

En mars 1485, Cuba fait donc publier à Mayence une première version de son ouvrage en dialecte haut-allemand, dans l'atelier de Peter Schöffer sous le titre de Ortus sanitatis, auf teutsch ein gart der gesuntheit incluant, non seulement un traité de botanique médicinale mais également une partie des observations de Breydenbach relatives aux animaux et aux minéraux curatifs. Médecin de culture humaniste, Kaub peut être donc vu comme un compilateur de savoirs médicaux mais non comme un spécialiste des espèces vivantes : il reste avant tout un médecin, un encyclopédiste dont il faut néanmoins modérer l'apport original. L'éditeur Peter Schöffer, un ancien employé de Gutenberg, fit graver sur bois les dessins de Reuwich, et la qualité, l'abondance de l'illustration expliquent en partie le succès que connut ce livre et ses multiples éditions ultérieures. 
En effet, dès le mois d'août suivant, l'éditeur Johann Schönsperger imprime une nouvelle édition à Augsbourg. En 1487, une troisième édition sort cette fois à Strasbourg. En 1491, une édition latine voit le jour sur les presses de Jacob Meydenbach à Mayence, puis en 1492, une édition en dialecte bas allemand est imprimée à Lübeck intitulée Der Ghenocklicke Gharde der Suntheit.. La première édition en français sort à Paris chez Antoine Vérard en 1500 et adopte le titre plus explicite de Jardin de santé : herbes, arbres et choses qui de iceuly coqueurent et conviennet alusage de medicine [sic] translaté de latin par Jehan Cuba en françois.
De nombreuses éditions suivront, dont celle de 1539 chez Philippe Le Noir à Paris sous le titre Le Jardin de santé, la dernière un tant soit peu fidèle à la composition de l'ouvrage de Cuba. 
Textes et illustrations seront ensuite repris dans divers ouvrages tout au long du XVIe siècle et du XVIIe siècle.

## Composition

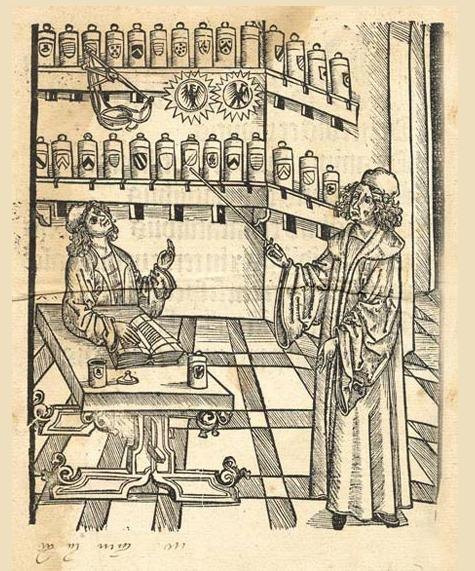
L'apothicaire : frontispice de l'édition de 1497 (Strasbourg, impr. Johann Pruss).

Cette œuvre est à vocation médicale humaine, y compris pour les parties consacrées aux animaux ou aux minéraux. Ainsi, l’usage thérapeutique pour chaque espèce décrite est indiqué. Sur 435 chapitres, 382 plantes médicinales, 25 remèdes issus de substances animales et 28 minéraux curatifs y sont décrits.
Le livre comprend plusieurs traités (tractatus) thématiques dont le contenu évolua sensiblement après la première édition de 1485. À partir de 1497, l'éditeur propose une table des matières et deux index comme suit : 
- Incipit
- De herbis et plantis : les végétaux ;
- De animalibus & reptilibus vitam in terris ducentium : les animaux terrestres ;
- De avibus et volatilibus : traite non seulement des seuls oiseaux mais des animaux volants en général puisqu’il y est question des chauves-souris et des insectes volants ;
- De piscibus & natatilibus : poissons et monstres marins ;
- De lapidibus & in terre venis nascetibus : les pierres en général et leurs vertus ;
- De urinis & earum speciebus : les différents types d'urine humaine (coloration, odeur) ;
- Tabula medicinalis cum directorio generali per omnes tractatus :

Tabula super tractatu : index alphabétique des remèdes corrélés aux traités ;
Tabula Generis : liste alphabétique des espèces mentionnées avec renvois.

## Portée de l'ouvrage
La qualité proprement scientifique de l’ensemble, notamment sur les parties animales et minérales, est assez médiocre et largement inférieure aux textes d’Aristote par exemple, et cet ouvrage connaîtra d'importantes révisions de fond, à partir de 1534. Mais il n'en demeure pas moins une source précieuse en ce qui concerne les connaissances de la pharmacopée végétale et de ses modes de préparation au tout début de la Renaissance.
Bien que Cuba ne mentionne pas systématiquement ses sources, il est certain qu'il a bénéficié des travaux de Konrad von Megenberg et de son Das Buch der Natur (Le Livre de la nature) dont une édition imprimée est disponible à Augsbourg en 1475, ville que fréquentait l'auteur. Citons également le Physica d'Hildegarde de Bingen et le Macer floridus (ou De viribus herbarum carmen) d'Odon de Meung (1477).
D'autres sources latines semblent avoir été utilisées par Cuba : le Liber de medicamentis simplicus d’Ibn Wâfid, compilé dès le XIIe siècle, le Circa instans (De simplicibus medicinis) de l'école de médecine de Salerne, l’Antidotarium et le Tractatus de urinariis de Barthélemy de Montegnana (v. 1380-1460), le Canon d'Avicenne, et bien entendu le Naturalis Historia de Pline l'Ancien. 
Soucieux de couvrir l'ensemble des connaissances, l’auteur y reproduit sans recul critique de nombreuses légendes et mythes. Comme celle de l’Arbre de vie, avec, autour du tronc, un serpent enroulé, ou celle du narcisse. Dans la partie regardant les animaux, outre la sirène, il présente une variante du centaure, un homme à tête d’âne, appelé l’« onocentaure ». 
Bien qu'incunable, cet ouvrage n'est pas considéré comme rarissime par les chercheurs puisqu’il connut 13 réimpressions, sans compter les traductions.

## Illustrations
Les illustrations, réalisées à partir de gravures sur bois d'après des croquis de Rewich, sont en partie de facture assez rudimentaires bien qu’en définitive réalistes. Elles sont rehaussées à la main, donnant à l'ensemble une facture quasi fantastique. Cet ouvrage illustré eut un impact important sur les travaux du botaniste Otto Brunfels.

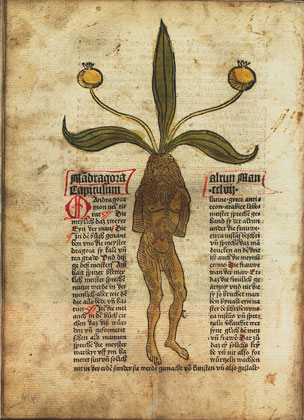
La mandragore (1485).
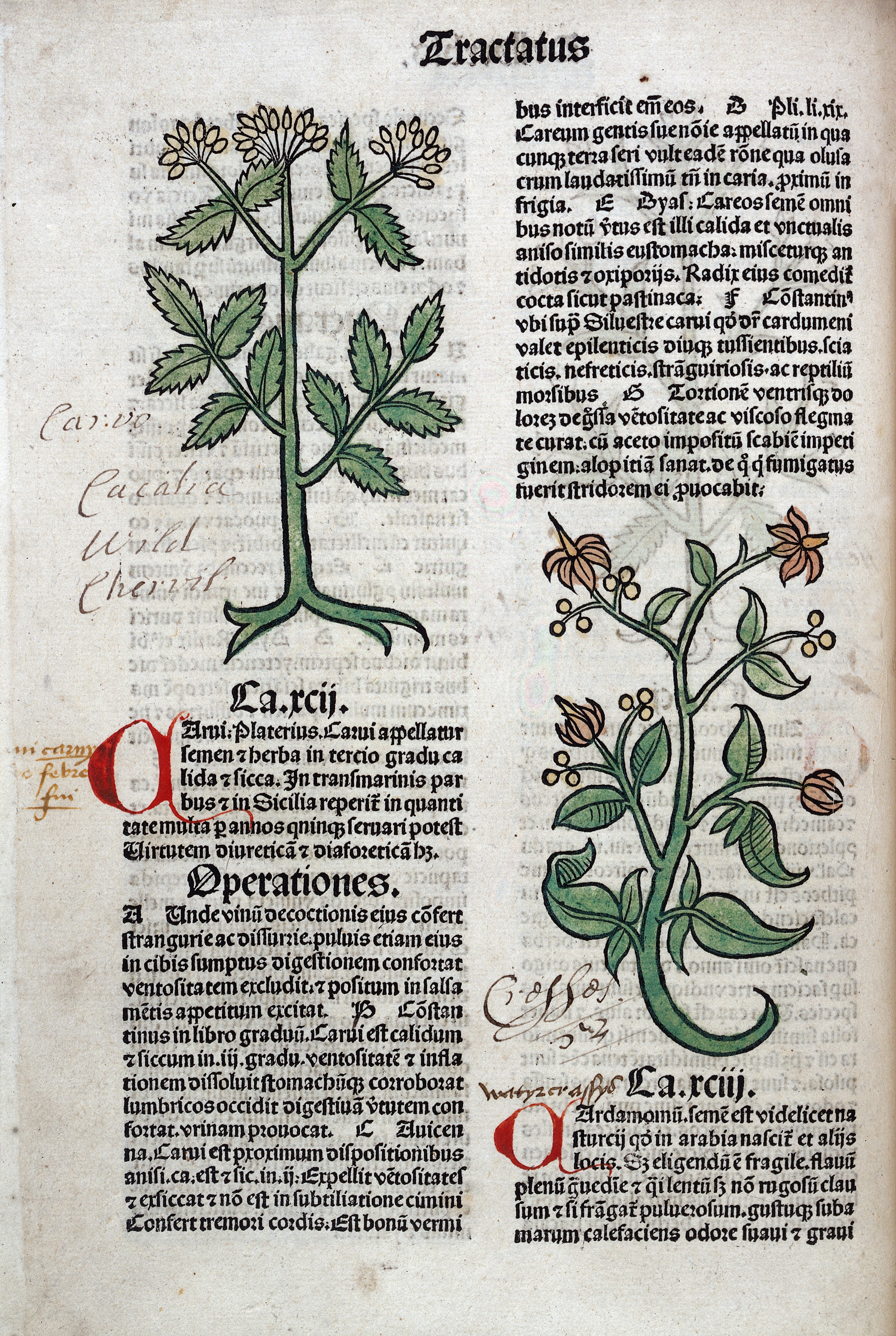
Cerfeuil commun et cardamome (édition latine, 1491).
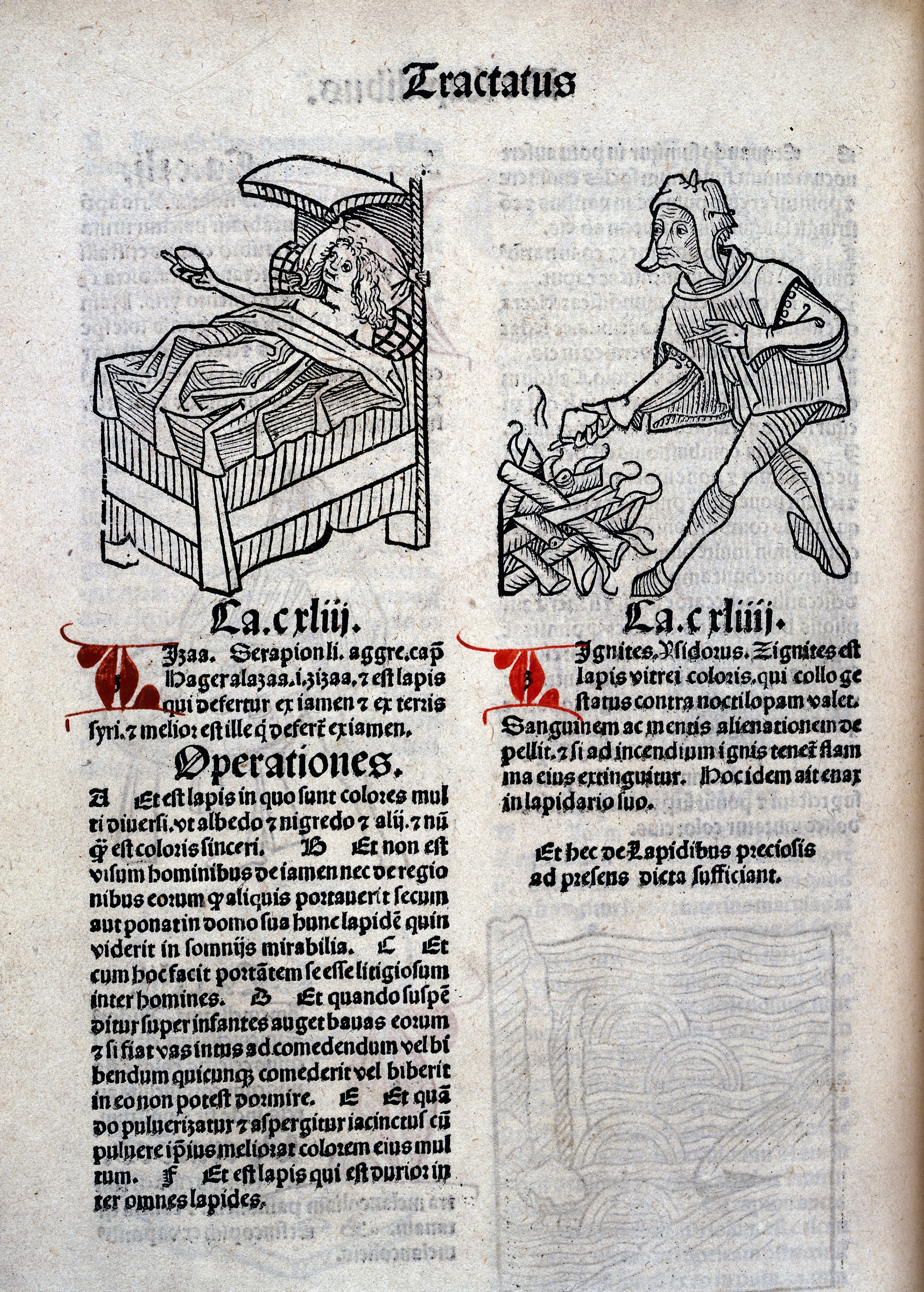
Femme alitée tenant une pierre curative (De lapidubus, 1491).

### Versions en ligne
- (de) Hortus sanitatis, Bibliothèque nationale et universitaire, Strasbourg, 1489, manuscrit illustré.
- (de) Gart der Gesundheit, Bayerische Staatsbibliothek, Strasbourg, 1487, illustrée.
- (en) Ortus sanitatis, Cambridge Digital Library, édition du 23 juin 1491 en latin, analyse de David Attenborough.
- (en) Ortus sanitatis, The Royal Scottish Academy, édition de Strasbourg, Johann Pruss, 1497-1499.
- Jardin de santé..., sur Gallica, Paris, Antoine Vérard, 1500 [pas d'index ni de table].
- Le Jardin de santé, sur Université Paris-Descartes, Paris, Philippe Le Noir, 1539.
- Hortus sanitatis. Livre IV : De Piscibus (Des poissons), version en ligne de l’édition de C. Jacquemard, B. Gauvin, M.A. Lucas-Avenel, Presses de l’Université de Caen, 2013.